# Jack Kerouac
Jean-Louis Lebris de Kerouac (Lowell (Massachusetts), 12 maart 1922 – Saint Petersburg (Florida), 21 oktober 1969) was een Amerikaans schrijver.

## Levensloop
Jack Kerouac is geboren en getogen in Lowell, in de Amerikaanse staat Massachusetts. Hij groeide op in een gezin waar de voertaal Frans was en leerde Engels toen hij eenmaal naar school ging. Hij was goed in sport en kreeg een beurs aangeboden voor de universiteit.
Hij ging naar New York, maar de universiteit, waar hij een van vele getalenteerde atleten was, interesseerde hem niet zo. Uiteindelijk stopte hij met zijn studie en had verschillende baantjes, voordat hij William S. Burroughs en Allen Ginsberg ontmoette. Hij ging deel uitmaken van wat nu de Beat Generation heet, maar wat toen bekendstond als The Libertine Circle. Het was door deze groep dat hij zijn muze leerde kennen, Neal Cassady. Hij was de man die zijn avonturen over het hele continent met hem deelde en die de inspiratie werd voor het boek On the Road.
De Beat Generation was een goede naam voor deze groep schrijvers. Er wordt gezegd dat Kerouac de term bedacht heeft: Beat, eerst naar aanleiding van het feit dat zij onderdrukt werden en later om de term Beatific (gelukzalig) aan te duiden. Hun filosofie was die van ontdekkingsreizen en de aantrekkingskracht van het onbekende, het verbodene. Kerouac wilde het leven van de Amerikaanse reiziger vastleggen en ontwikkelde een spontane stijl van proza dat de essentie van beweging probeerde vast te leggen in een oneindige stroom rauwe gedachten en observaties. Zijn boek On the Road uit 1957 is hier het beste voorbeeld van. Hij schreef de eerste, nog ruwe en expliciete versie van dit boek op een enorme rol papier van ruim 36 meter lang. Aangedreven door benzedrine en koffie hamerde Kerouac On the Road in april 1951 in drie luttele weken op zijn typemachine, ondanks het feit dat de roman pas zes jaar later zou verschijnen.
Gemiddeld 6.500 woorden per dag op acht papierrollen van 3,6 meter die vervolgens aan elkaar werden gekleefd. Dat was nodig om zijn 'spontane proza' zo weinig mogelijk te verstoren door het indraaien van een vers vel papier.
Kerouac is niet vaak van Amerikaanse bodem geweest, omdat hij altijd dicht bij zijn familie wilde zijn. Uiteindelijk verhuisde hij terug naar Massachusetts, nadat zijn moeder verlamd was geraakt na een hartaanval. Samen met haar en zijn derde echtgenote Stella Sampas verhuisde Kerouac naar Florida waar het weer beter was voor de conditie van Mémère. De schrijver was in politiek opzicht uitgesproken conservatief geworden en moest niets hebben van de hippiecultuur die in de jaren 1960 tot bloei kwam, onder andere geïnspireerd door On The Road en de Beat Generation.
Kerouac overleed op 21 oktober 1969 aan inwendige bloedingen, veroorzaakt door cirrose. Hij werd 47 jaar oud. Jack Kerouac werd begraven in zijn geboorteplaats Lowell.
In november 2008 verscheen En de nijlpaarden werden gekookt in hun bassins (geschreven samen met William Burroughs) in de Nederlandse vertaling.

## Privéleven
Kerouac was drie keer getrouwd; van 1944 tot 1948 met Edie Parker (1922-1993), van 1950 tot 1951 met Joan Haverty (1931-1990) en van 1966 tot zijn overlijden met Stella Sampas (1918-1990). Zowel Parker als Haverty worden onder verschillende namen beschreven in zijn boeken. Uit zijn tweede huwelijk heeft Kerouac een dochter, de in 1952 geboren schrijfster Jan Kerouac. Haar ouders gingen al voor haar geboorte uit elkaar en Jan en Jack ontmoetten elkaar slechts twee keer. Jan Kerouac overleed in 1996 aan een nierziekte.

## Bibliografie

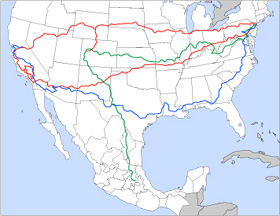
De road trips die de inspiratie vormden voor On the Road

## Discografie
Studioalbums
- Poetry for the Beat Generation (met Steve Allen) (1959)
- Blues and Haikus (met Al Cohn en Zoot Sims) (1959)
- Readings By Jack Kerouac On The Beat Generation (1989)

Verzamelalbums
- The Jack Kerouac Collection (1990) (verzameling van de drie studioalbums op cd's, incl. voordrachten van fragmenten van On the Road)

- Bibsys: 90090517
- Biblioteca Nacional de España: XX915622
- Bibliothèque nationale de France: cb119096371 (data)
- Catàleg d'autoritats de noms i títols de Catalunya: 981058521784706706
- CiNii: DA01658116
- Gemeinsame Normdatei: 118561561
- International Standard Name Identifier: 0000 0001 2125 127X
- Library of Congress Control Number: n80036674
- Nationale Bibliotheek van Letland: 000029496
- MusicBrainz: ccf81e74-b701-4277-a599-3e0942e70b53
- Bibliotheek van het Japanse parlement: 00445529
- Nationale Bibliotheek van Tsjechië: jn19990004280
- Nationale bibliotheek van Australië: 36129069
- Nationale Bibliotheek van Israël: 987007263726705171
- Nationale Bibliotheek van Polen: a0000001208842
- Nationale en Universitaire bibliotheek Zagreb: 000085384
- Nederlandse Thesaurus van Auteursnamen: 06825489X
- PIC: 6993
- Istituto Centrale per il Catalogo Unico: CFIV003274
- LIBRIS: 193363
- SNAC: w66j57zj
- Système universitaire de documentation: 027325962
- Trove: 1216978
- Union List of Artist Names: 500290917
- Virtual International Authority File: 27066713
- WorldCat: E39PBJgXbqRvMrX36TJ6XcT8md